# Sun Čchi-meng
Sun Čchi-meng (čínsky pchin-jinem Sūn Qǐmèng, znaky 孙起孟; 2. března 1911 – 2. března 2010) byl čínský pedagog a politik, místopředseda stálého výboru Všečínského shromáždění lidových zástupců (1988–1998) a místopředseda (1955–1988) a předseda (1988–1996) Čínského sdružení pro demokratickou národní výstavbu, jedné z menších politických stran Čínské lidové republiky. Ve 30. a 40. letech působil jako pedagog, ředitel školy a politický aktivista zasazující se za rozvoj odborného vzdělávání. Po roce 1945 se angažoval v Čínském sdružení pro demokratickou národní výstavbu, pracoval v různých úřadech ústřední lidové vlády a státní rady, v Čínském lidovém politickém poradním shromáždění a Všečínském shromáždění lidových zástupců.

## Život
Sun Čchi-meng se narodil 2. března 1911 v okrese Siou-ning na jihu provincie An-chuej. Roku 1929 absolvoval studia politilogie na univeezitě v Su-čou a začal vyučovat na Sučouské pedagogické škole pro učitelky. V roce 1936 na pozvání Chuang Jen-pcheje přešel na Čínskou odbornou školu v Šanghaji. Po roce 1938 se stal generálním tajemníkem Čínské společnosti pro odborné vzdělávání v Čchung-čchingu. Po skončení čínsko-japonské války se podílel na založení Sdružení pro demokratickou výstavbu, levostředové politické strany. Po roce 1946 se vrátil do Šanghaje, kde se stal zástupcem předsedy Čínské společnosti pro odborné vzdělávání a ředitelem střední školy. Jako pedagog a politický aktivista se soustředil na prosazování a organizaci odborného vzdělávání v Číně.
V roce 1948 odcestoval jménem Sdružení pro demokratickou výstavbu do komunistických oblastí, aby se podílel na přípravách nového Lidového politického poradního shromáždění, v rámci kterých pracoval jako zástupce generálního sekretáře přípravného výboru, po jeho svolání se účastnil jednání Čínského lidového politického poradního shromáždění. Po roce 1949 působil jako reprezentant Sdružení pro demokratickou výstavbu (roku 1952 přejmenovaného na Čínské sdružení pro demokratickou národní výstavbu) v ústřední lidové vládě Čínské lidové republiky. Zastával úřady zástupce generálního sekretáře a ředitele personálního úřadu státní administrativní rady, náměstka ministra personálních záležitostí ústřední lidové vlády, pracoval v úřadu finančního a hospodářského výboru ústřední lidové vlády, v úřadu státní rady, byl zástupcem generálního sekretáře stálého výboru Všečínského shromáždění lidových zástupců a zástupcem generálního sekretáře celostátního výboru Čínského lidového politického poradního shromáždění. Byl vybrán mezi členy Čínského lidového politického poradního shromáždění v letech 1949, 1954, 1959, 1964, 1978 a 1983, od roku 1954 do roku 1983 byl členem stálého výboru celostátního výboru Čínského lidového politického poradního shromáždění. Byl zvolen poslancem Všečínského shromáždění lidových zástupců ve volbách roku 1954, 1959, 1964, 1975 a 1978 a pak v letech 1988 a 1993. Během kulturní revoluce byl pronásledován a vězněn.
V Čínském sdružení pro demokratickou národní výstavbu zastával v letech 1952–1955 funkci generálního tajemníka sekretariátu sdružení, počínaje rokem 1955 byl opakovaně volen místopředsedou ústředního výboru. Dlouhodobě se podílel na vedení Všečínské federace průmyslu a obchodu, v níž byl v letech 1960–1988 místopředsedou výkonného výboru. V dubnu 1988 byl zvolen místopředsedou stálého výboru Všečínského shromáždění lidových zástupců (parlamentu), v březnu 1993 se stal místopředsedou podruhé. Na sjezdu Čínského sdružení pro demokratickou národní výstavbu v listopadu 1988 povýšil z místopředsedy na předsedu ústředního výboru sdružení. Roku 1992 byl znovuzvolen předsedou sdružení a v březnu následujícího roku byl zvolen místopředsedou parlamentu na další funkční období.
Koncem roku 1996 ho ve funkci předsedy ústředního výboru Čínské sdružení pro demokratickou národní výstavbu nahradil Čcheng S’-wej a v březnu 1998 odešel i z Všečínského shromáždění lidových zástupců, kde ho v místopředsednické funkci také nahradil Čcheng S’-wej.
Zemřel v Pekingu 2. března 2010 ve věku 99 let.